# Mejat
Mejat, malena etnička grupa koja tradicionalno živi duž sjeverne obale Zapadne Sahare. Prvi puta se kao posebna samosvjesna etnička grupa pojavljuju u 16. stoljeću. Sastoje se od nekoliko lokalnih skupina koje prvenstveno žive od ribarenja, to su, viz.: El-Grona, El-Beyed, Ahel Mohammed Ben Brahim i Ahel Ali Ben Salem.